# Bill Wrye
Pour les articles homonymes, voir Wrye.
William Munro Wrye (né le 25 décembre 1944) est un homme politique provincial canadien de l'Ontario. Il représente la circonscription de Windsor—Sandwich à titre de député du Parti libéral de l'Ontario de 1981 à 1990. Il est ministre dans le cabinet du gouvernement de David Peterson.

## Biographie
Né à Regina en Saskatchewan, Wrye étudie à l'Institut polytechnique Ryerson de Toronto et travaille ensuite comme producteur de télévision pour la CBC avant de faire son entrée en politique.

## Carrière politique
Élu par une avance de seulement 134 voix en 1981, il défait le député néo-démocrate sortant Ted Bounsall dans la circonscription de Windsor-Sandwich. Il est réélu en 1985.
Après un premier mandat dans l'opposition, les Libéraux remportent un gouvernement minoritaire et Wrye, qui représente une circonscription de la classe ouvrière, est nommé ministre du Travail le 26 juin 1985. En tant que ministre, Wrye présente des ajustements indexés au prix à la consommation des indemnités liées aux accidents de travail.
Réélu en 1987, il est nommé ministre des Consommateurs et des Relations commerciales le 29 septembre 1987,. Après un remaniement ministériel le 2 août 1989, il est promu au ministère des Transports.
Les Libéraux perdant le pouvoir à la faveur des Néo-démocrates en 1990, Wrye perd également son siège lors de ces élections.

## Après la politique
Wrye sert dans le branche Windsor-comté d'Essex de l'Association canadienne pour la santé mentale.
Lors de la course à la chefferie (en) de 1996, il donne son soutien au député Dwight Duncan. Après l'élimination de Duncan, il soutient alors Gerard Kennedy. En 2003, il est nommé assistant exécutif de Duncan alors que ce dernier est leader du gouvernement libéral en chambre et député de Windsor—St. Clair.